# Top of Flop
Top of Flop is een Nederlands voormalig muzikaal televisieprogramma van de VARA, waarin recent uitgebrachte pop-singles werden besproken en beoordeeld met 'top' of 'flop'. Het programma was een Nederlandse versie van het BBC-programma Jukebox Jury en liep van 1961 tot 1965. Het werd gepresenteerd door Herman Stok.

## Verloop van het programma
In het programma werden grammofoonplaten gedraaid, waarbij tijdens de muziek de camera op het publiek in de zaal was gericht. Was de muziek afgelopen, dan werd aan een vierkoppig panel gevraagd verbaal commentaar te leveren en uiteindelijk 'top' of 'flop' te stemmen. Beoordeelde de meerderheid de muziek als 'top', dan rinkelde Stok met een bel, bij 'flop' blies hij op een toeter. Staakten de stemmen, dan vroeg de presentator wat het publiek ervan vond, en een ruwe schatting van het aantal (met veel geschreeuw) opgestoken handen besliste of het de bel of de toeter werd.
Stok gaf zelf geen oordeel over de platen. Hij lachte als de stemmen staakten, maar in werkelijkheid was hij vaak teleurgesteld als het jeugdige en onervaren publiek een plaat afkeurde waarover hij zelf juist heel enthousiast was.
Soms bleek een weggestemd liedje achteraf zelfs een hit te worden. Zo werd het pasverschenen I Want to Hold Your Hand van The Beatles in 1963 door het panel (acteur Henk van Ulsen, cabaretier Henk Elsink, studente Gerdi Hoevenberg en ruiter Hans Brugman) unaniem beoordeeld als een flop.

## Vervolg
Vanaf 1968 presenteerde Herman Stok bij de KRO het vergelijkbare programma Disco Duel. In 2009 werd door de VARA ook een vervolg op het programma gemaakt. In deze nieuwe televisiereeks, gepresenteerd door Paul de Leeuw, droeg 3FM-deejay Giel Beelen nieuwe liedjes aan die werden gerecenseerd door opnieuw een vierkoppig panel. De plaat met het hoogste aantal 'tops' was iedere dag te beluisteren in Beelens radioprogramma GIEL op 3FM. Op 6 februari 2009 werd de eerste aflevering van het wekelijkse televisieprogramma uitgezonden. Na acht afleveringen stopte de reeks.